# Пролив Креницына
Пролив Крени́цына (Шестой Курильский) — пролив в Тихом океане, разделяющий острова Онекотан и Харимкотан. Расстояние между ними примерно 15 км. Расположен в Большой гряде Курильских островов.
Пролив был открыт в 1805 году И. Ф. Крузенштерном, и им же был назван в честь русского мореплавателя Петра Креницына.

## См.также
- Курильские проливы